# بورجو سان سيرو (بافيا)
بورجو سان سيرو (بالإيطالية: Borgo San Siro)‏ هي بلدة تقع في مقاطعة بافيا بإقليم لومبارديا في شمال إيطاليا. تبلغ مساحة هذه المدينة 17.3 (كم²)، وترتفع عن سطح البحر 98 م، بلغ عدد سكانها 1090 نسمة في عام 2010 حسب إحصاء المعهد الوطني للإحصاء.

## السكان
في سنة 1861 بلغ عدد السكان 1٬652 نسمة، وتطور العدد ليصل في سنة 2011 لـ 1٬035 نسمة.
يظهر هذا المخطط البياني تطور النمو السكاني لـ بورجو سان سيرو (بافيا)

## وصلات خارجية
- الموقع الرسمي